# Hauderer-Straße
Haudererstraße ist die historische Bezeichnung des im unteren Mühlviertel gelegenen Straßenabschnittes der alten Kommerzial-Straße (heute Donau Straße), die am linken Ufer der Donau von Linz an der Donau über Steyregg, Pulgarn, St. Georgen an der Gusen, Langenstein, Mauthausen, Perg, Grein und den Strudengau in die Wachau und weiter nach Wien führte.

## Name
Die Bezeichnung leitet sich von dem heute veralteten deutschen Begriff Hauderer ab.

## Geschichte
Die Hauderer-Straße wurde zwischen 1501 und 1519 erbaut und führte ursprünglich über Naarn im Machlande. Ab 1524 wurde mit der Verlegung des Jahrmarktes von Naarn nach Perg und wegen der zunehmenden Bedeutung des Marktes Perg der Verkehr von Mauthausen nach Grein zunehmend über Perg geleitet.
Die Straße stellte eine der wichtigsten West-Ost-Verbindungen des Mühlviertels dar. 1785 dient sie als eine der Post- und Comerzialstrassen. Die Verantwortung für die Erhaltung der Hauderer Bezirksstraße wurde 1930 dem Land Oberösterreich übertragen. Nach Ende des Zweiten Weltkrieges wurde die Bezeichnung Haudererstraße durch Bundesstraße 3 Donau Straße ersetzt, welche Linz auf einer nördlich der Donau gelegenen Route mit Wien verbindet. Zwischen Linz-Plesching und Gusen werden die alten Teile der Straße als L569 Pleschinger Straße geführt, hier führt die B3 als Ausbaustrecke durch die Augegend.